# Doctora Françoise Gailland
Doctora Françoise Gailland (títol original: Docteur Françoise Gailland) és una pel·lícula de França dirigida per Jean-Louis Bertuccelli, estrenada el 1976. Ha estat doblada al català.

## Argument
Una metgessa sobrepassada pel seu treball abandona el seu marit i la seva família, fins al dia en què s'assabenta que té un càncer. Qüestiona tot i abandona fins i tot el seu amant.

## Repartiment
- Annie Girardot: Françoise Gailland
- Jean-Pierre Cassel: Daniel Letessier
- François Périer: Gérard Gailland
- Isabelle Huppert: Élisabeth Gailland
- William Coryn: Julien Gailland
- Suzanne Flon: Geneviève Liénard
- Anouk Ferjac: Fabienne
- Margo Lion: la mare de Françoise
- Jenny Clève: Denise Fourcade
- Josephine Chaplin: Hélène Varèse
- Andrée Damant
- Bernard-Pierre Donnadieu: un bomber
- Jacqueline Doyen
- Pascal Greggory: un malalt a l'hospital
- Jacques Richard: un cirurgià
- Michel Subor: Chabret
- Guy Mairesse
- Marc Chapiteau: un intern
- André Falcon: El director
- Michel Bertay
- Bruno Balp
- Norbert Becam
- Alain Boyer

## Llocs de rodatge
- Diverses escenes es van rodar en el 16è districte de París, sobretot l'Avinguda Georges-Mandel així que a la sortida de l'institut veí, el liceu Janson-de-Sailly.

## Premis i nominacions
- César a la millor actriu 1977 per Annie Girardot
- nominació al César a la millor fotografia per Claude Renoir